# Celta (treno internazionale)

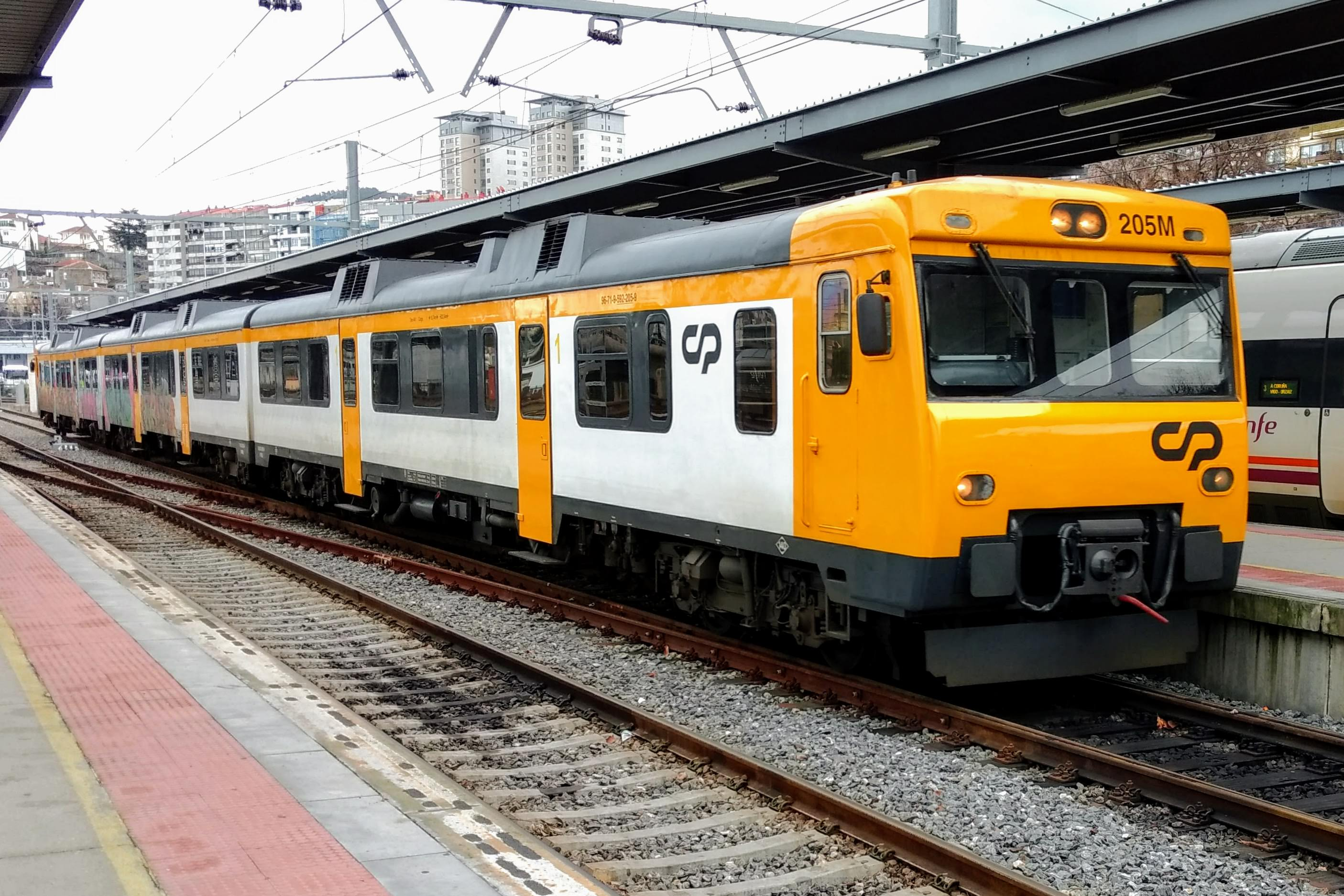
Il Celta alla stazione di Vigo Guixar

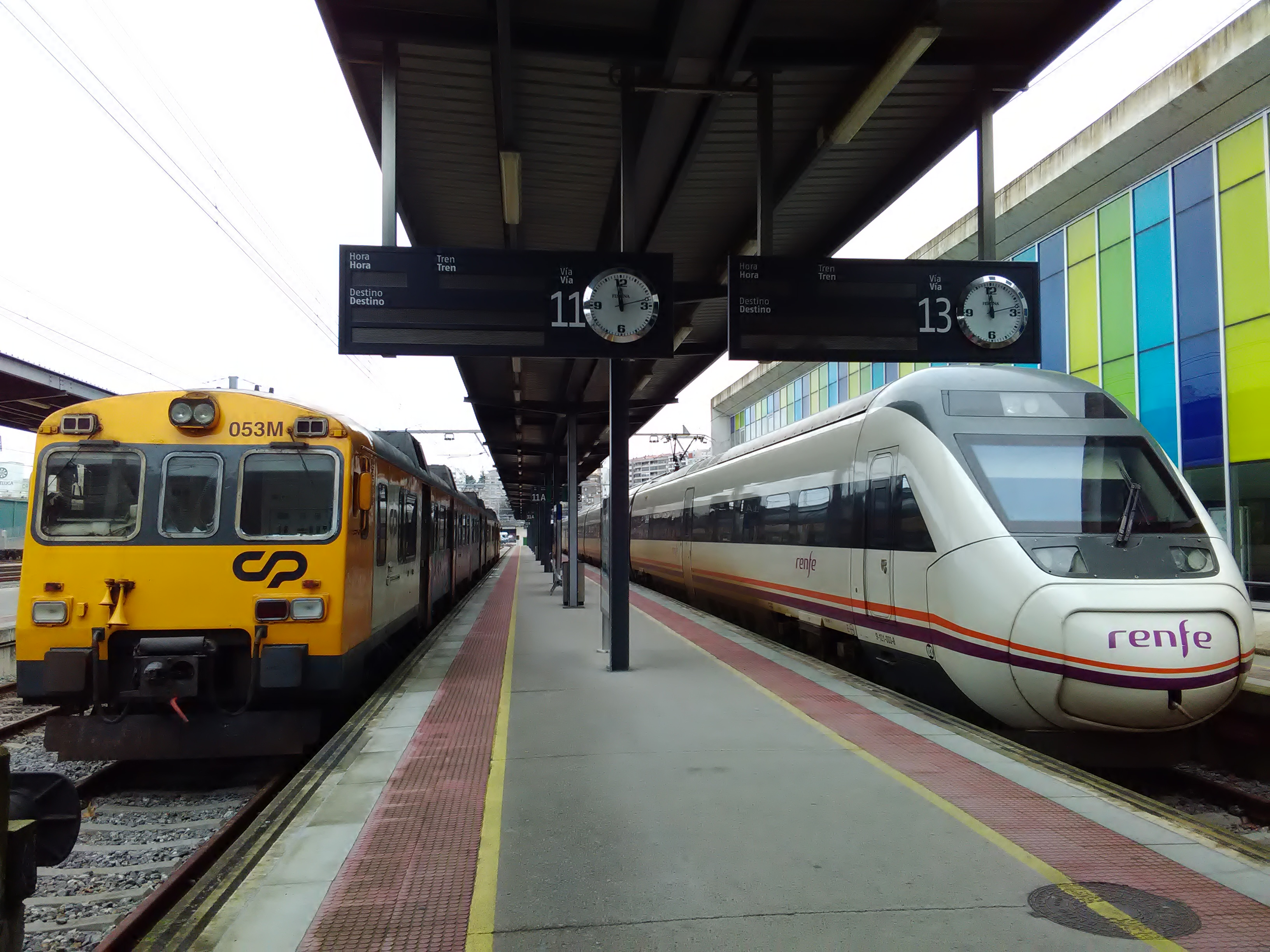
Il Celta della CP (a sinistra) accanto al treno regionale Renfe per La Coruña alla stazione di Vigo-Guixar

Il Celta, fino al luglio 2013 conosciuto come Treno Internazionale Porto-Vigo (in spagnolo Tren Internacional Oporto-Vigo, in portoghese Comboio Internacional Porto-Vigo) è un servizio ferroviario internazionale di Comboios de Portugal che collega la città portoghese di Porto con quella spagnola di Vigo.

## Caratteristiche del servizio
Il servizio di collegamento tra le due città viene effettuato quotidianamente due volte al giorno in entrambe le direzioni ed ha una durata di circa 2 ore e 20 minuti. Ferma alle stazioni di Nine, Viana do Castelo e Valença. Il servizio viene effettuato dalla Comboios de Portugal utilizzando propri convogli appositamente predisposti per il trasporto di biciclette. Il Celta parte dalla stazione di Porto Campanhã ogni giorno alle 08.13 ed alle 19.10 (ora portoghese) ed arriva alla stazione Vigo Guixar rispettivamente alle 11.35 ed alle 22.34 (ora spagnola). Effettua il tragitto inverso con partenze da Vigo Guixar alle 09.29 ed alle 19.56 (ora spagnola) ed arrivo a Porto Campanhã alle 10.20 ed alle 21.18 (ora portoghese).

## Destinazioni raggiungibili
Dalla stazione di Vigo Guixar è possibile raggiungere le principali località galiziane con i treni regionali della Renfe oltre che Madrid e Barcellona con i treni dell'Alta Velocità o con i Trenhotel.
Dalla stazione di Porto Campanhã in meno di tre ore è possibile raggiungere Lisbona e in circa cinque ore e mezza l'Algarve con i treni Alfa Pendular.